# Hermann Samuel Reimarus
Hermann Samuel Reimarus (Hamburg, 1694. december 22. – Hamburg, 1768. március 1.) német filozófus, teológus, a deizmus képviselője.

## Élete
Tanult szülővárosában, majd 1714-től kezdve Jénában, 1716-tól Wittenbergben, ahol csakhamar adjunktus lett a bölcseleti fakultáson. 1719-től 1722-ig tudományos utazást tett Hollandiában és Angliában és ezúttal először Wittenbergben, majd Wismarban és végül 1728-tól kezdve Hamburgban tanárkodott. Ez utóbbi helyen a héber és keleti nyelveket adta elő. E művét Lessing, majd az ő halála után Schmidt adta ki Reimarus kézirataiból. Ezen kéziratok teljesen sohasem láttak napvilágot és 4000 lapon a hamburgi városi könyvtárban őrzik. Életrajzát megirták Büsching és Strauss.
Reimarius volt az első aki Jézus életét történettudományi alapon igyekezett leírni.